# Staffellauf

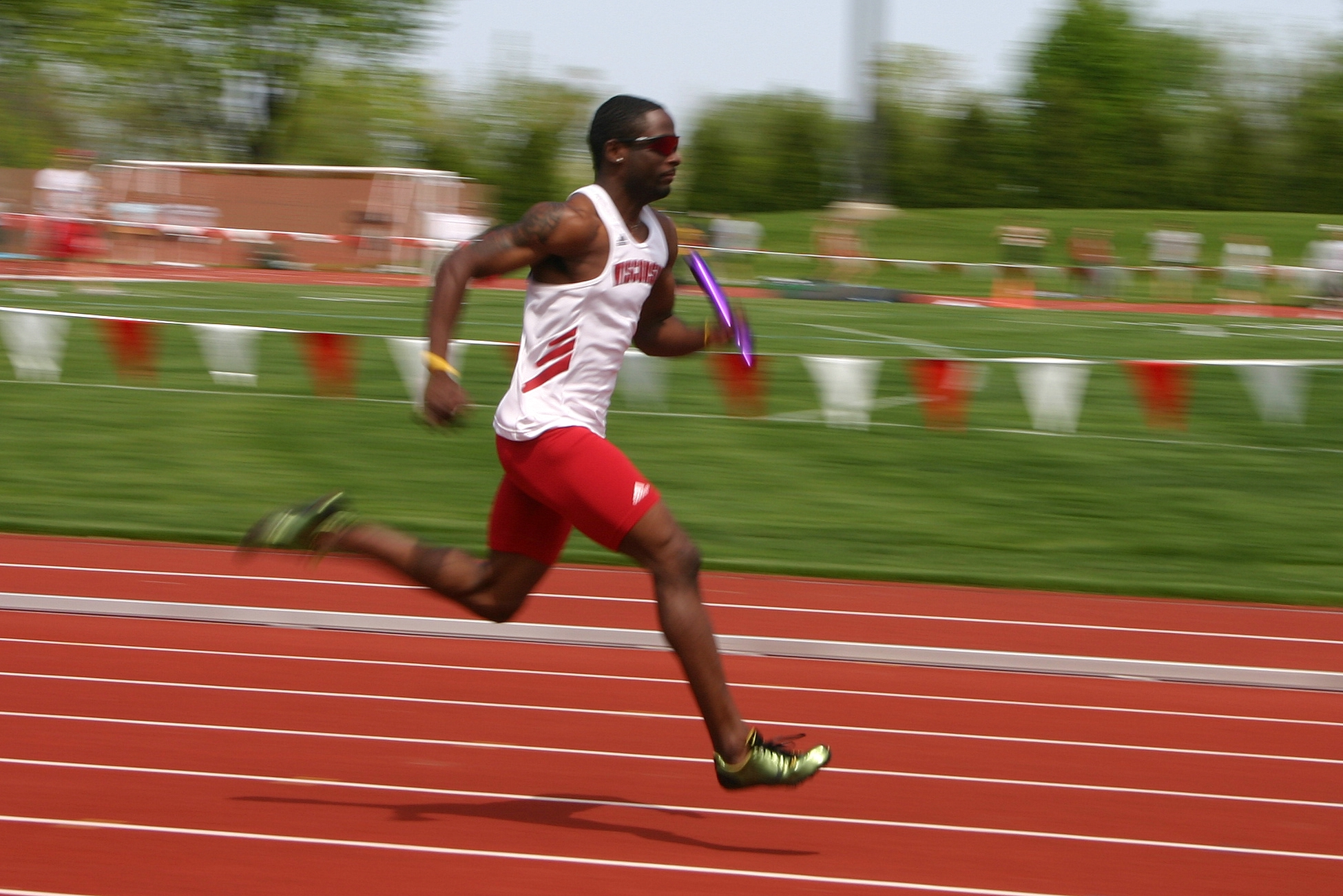
Läufer beim Staffellauf

Der Staffellauf ist eine Disziplin der Leichtathletik.
In einer Staffel laufen nacheinander mehrere Läufer in einer Stafette genannten Läufergruppe und geben dabei einen Stab von Läufer zu Läufer weiter.
Olympische Disziplinen der Männer und Frauen sind die 4-mal 100 Meter und die 4-mal 400 Meter. Die 4-mal-100-Meter-Staffel wird in Bahnen gelaufen. Bei der 4-mal-400-Meter-Staffel werden die ersten ca. 510 Meter in Bahnen absolviert, sodass der erste Wechsel noch in den jeweiligen Bahnen stattfindet. Danach wechseln alle Läufer auf die Innenbahn.
Beim Staffellauf muss jeder Athlet einmal die Distanz zurücklegen und dann in einem 20 Meter langen Wechselraum (seit 2018: bis einschließlich 4-mal 100 Meter 30 Meter Wechselraum) dem nächsten Läufer den Staffelstab übergeben, ohne den Wechselraum zu verlassen. Entscheidend für die regelgerechte Ausführung ist die Position des Stabes, nicht die des Körpers. Bei einem Fehler wird die Staffel disqualifiziert. Ein Verlust des Staffelstabes führt dagegen nicht zur Disqualifikation, sofern der Athlet selbst den Stab wieder aufhebt. Nur zu diesem Zweck darf er seine Bahn verlassen, sofern er keinen Mitstreiter behindert und nicht seine Laufstrecke abkürzt.
In den Weltrekord- und Bestenlisten geführt werden auch Staffeln über 4 × 200 m, 3 × 800 m (nur Frauen, weibliche Jugend und Schülerinnen), 3 × 1000 m (nur Männer, männliche Jugend und Schüler), 4 × 800 m (nur Männer) und 4 × 1500 m (nur Männer) sowie im Schülerbereich 4 × 50 m und 4 × 75 m. Unabhängig davon werden auch andere Wettbewerbe durchgeführt, so z. B. beim ISTAF Berlin eine 16 × 50-m-Schülerstaffel.
Allgemein versteht man unter Kurzstaffeln solche, bei denen die Teilstrecken eine Sprintstrecke (bis 400 m) sind. Langstaffeln basieren auf den Mittelstrecken 800 bis 1500 Meter.
Bei der Schwedenstaffel laufen vier Läufer (oder Läuferinnen) insgesamt 1000 Meter. Diese Gesamtstrecke wird in vier unterschiedliche Strecken (400, 300, 200 und 100 m) aufgeteilt, die in der genannten Reihenfolge gelaufen werden. Eine weitere Form des Staffellaufes mit unterschiedlichen Teillängen ist die olympische Staffel.
Außerhalb von Kampfbahnen ausgetragene Staffelläufe im Langstreckenbereich nennt man Ekiden. Hier wird kein Stab übergeben, sondern ein Tuch (tasuki) bzw. seit der elektronischen Erfassung von Laufzeiten ein Transponder. Die bekannteste Form und die einzige, über die offizielle Weltrekorde geführt werden, ist die Marathonstaffel über die Distanz von 42,195 Kilometern, bei der sechs Läufer die Streckenabschnitte 5, 10, 5, 10, 5 und 7,195 Kilometer laufen. Daneben gibt es eine Reihe derartiger Staffelläufe im breitensportlichen Bereich, etwa die SOLA-Stafette, oder das Batavierrennen.
Der längste Staffellauf Deutschlands ist die Lauf-KulTour, ein Projekt des gleichnamigen Vereins aus Chemnitz. Dabei laufen 12 Läufer (vorrangig Studierende der Technischen Universität Chemnitz) innerhalb von 16 Tagen nonstop ca. 4000 Kilometer rund um Deutschland und helfen damit seit der ersten Tour 2007 jedes Jahr einem guten Zweck.
Im Unterschied zum Staffellauf gibt es auf einigen längeren Distanzen, z. B. beim Halbmarathon-, Marathon- oder Crosslauf auch eine Mannschaftswertung. Dabei werden die Zeiten bzw. Platzierungen von drei Läufern einer Mannschaft addiert. Diese starten aber nicht nacheinander wie beim Staffellauf, sondern gleichzeitig.
Staffelwettbewerbe gibt es auch beim Schwimmsport, Skilanglauf, Triathlon, Biathlon, Kanurennsport und Orientierungslauf sowie bei Feuerwehrleistungsbewerb.

## Staffelübergabe
In der Leichtathletik gibt es drei verschiedene Arten der Übergabe des Staffelstabes: der Innenwechsel, der Außenwechsel und der Frankfurter Wechsel.
Beim Innenwechsel hält der Übergebende den Stab in der rechten Hand und übergibt den Stab in die linke Hand des nachfolgenden Läufers. Beim Außenwechsel übergibt der erste Läufer den Stab mit der linken Hand in die rechte Hand des Zweiten Läufers. Weil sich hierdurch der Staffelstab zwangsläufig beim nachfolgenden Läufer in der anderen Hand befindet, hat sich der sogenannte Frankfurter Wechsel etabliert. Dies bedeutet, dass nach jedem Läufer die Wechselmethode geändert wird. (bspw. Innenwechsel, Außenwechsel, Innenwechsel, Außenwechsel oder andersherum) Bei der alleinigen Anwendung des Innen- oder Außenwechsels müssten alle außer der Startläufer während des Laufes den Stab in die andere Hand nehmen.
Der Begriff Frankfurter Wechsel entstand dadurch, dass eine Staffel von Eintracht Frankfurt am 10. Juni 1928 einen Weltrekord lief, bei dem diese Wechseltechnik etabliert wurde.

## Staffellaufarten in der Leichtathletik
Kurzstaffeln:
- Pendelstafette 80 Meter ohne Stab
- Pendelstafette 40 Meter mit Stab
- 4-mal 100 Meter
- 4-mal 400 Meter
- 4-mal 50 Meter (Schülerinnen, Schüler)
- 4-mal 75 Meter (Schülerinnen, Schüler)
- 4-mal 200 Meter (vor allem in der Halle üblich)
- Schwedenstaffel (400 m – 300 m – 200 m – 100 m)
- Hürden-Pendelstaffel[4]
- 16-mal 50 Meter (Schüler beim ISTAF Berlin)
- Im Schülerbereich gibt es eine Vielzahl von Staffelarten, wie etwa der Umkehrstaffel (Wendestaffel), Dreieckstaffel, Rundenstaffel, Hindernisstaffel, Transportstaffel, Memorystaffel, „Puzzle-/Rätselstaffel“.[5]

Langstaffeln:
- 3-mal 800 Meter (nur Frauen, weibliche Jugend und Schülerinnen)
- 3-mal 1000 Meter (nur Männer, männliche Jugend und Schüler)
- 4-mal 800 Meter (nur Männer)
- 4-mal 1500 Meter (nur Männer)

Ekiden, Straßen- und Geländeläufe:
- Marathonstaffel (5 km – 10 km – 5 km – 10 km – 5 km – 7,195 km)
- SOLA-Stafette
- Batavierrennen
- Lauf-KulTour
- Orientierungslauf-Staffel
- Crosslaufstaffel
- Halbmarathonstaffel
- Marathonstaffel (zweimal Halbmarathon, viermal Viertelmarathon, …)

Mixed-Staffeln:
Seit wenigen Jahren gibt es nicht nur im Bereich der Kinderleichtathletik, sondern auch bei den Erwachsenen sogenannte Mixed-Staffeln. Das sind Staffelwettbewerbe, bei denen je zwei Läufer und zwei Läuferinnen antreten. Im Bereich des Deutschen Leichtathletik-Verbands wurde die Mixed-Staffel über 4 × 400 m erstmals bei der Staffel-DM am 29. Mai 2022 ins Wettkampfprogramm aufgenommen.